# ベム (インドネシア)
ベム (Bemu) あるいはベモ・ペラク (Bemo Perak) は、インドネシア・セラム島の南東部沿岸にある町。アティアフのすぐ南に位置する。テルティ湾周辺における主要な集落の一つである。